# Jonathan Creek (serial telewizyjny)
Jonathan Creek – serial kryminalny, nakręcony przez BBC. Odcinki ukazywały się nieregularnie w 4 seriach od 1997 roku.
Serial przedstawia perypetie Madeline Magellan (do 2001 roku) – pisarki dokumentującej nierozwiązane sprawy kryminalne (oraz piętnującej błędy policji) oraz Jonathana Creeka - geniusza zajmującego się tworzeniem trików na potrzeby przedstawień teatralnych magika Adama Clausa. Creek mieszka w przebudowanym wiatraku.

## Obsada
Obecnie 

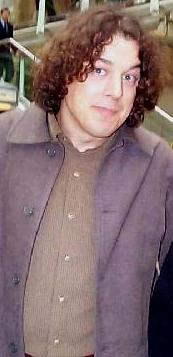
Odtwórca głównej roli - Alan Davies.

- Alan Davies – Jonathan Creek (od 1997)
- Sarah Alexander – Polly Creek (od 2013)
- Stuart Milligan – Adam Klaus (od 1998)

 Poprzednio 
- Caroline Quentin – Maddie Magellan (1997-2000)
- Julia Sawalha – Carla Borrego (2001-2004)
- Adrian Edmondson – Brendan Baxter (2003-2004)
- Anthony Head – Adam Klaus (1997)
- Sheridan Smith – Joey Ross (2009-2013)

## Seria I (maj-czerwiec 1997)
| Odcinek | Tytuł polski                       | Tytuł angielski                         | Premiera          |
| --- | ---------------------------------- | --------------------------------------- | ----------------- |
| 1 | Grobowiec zapaśnika                | The Wrestler's Tomb                     | 10 maja 1997      |
| Grobowiec Zapaśnika to posiadłość w której żyje i tworzy specjalizujący się w aktach \|kobiecych malarz, Hedley Shale. Artysta zostaje zastrzelony w domu, Francesca - jego modelka i kochanka zostaje znaleziona związana. Dziewczyna zeznaje, że padli ofiarą włamania. Policja aresztuje włamywacza Stephena Grismala. Ten twierdzi, że nie jest to jego sprawka. Zrozpaczony przestępca prosi o pomoc obrończynię niesłusznie posądzonych, dziennikarkę i pisarkę Madeline Magellan. Włamywacz kieruje podejrzenia na zazdrosną żonę malarza Serene Shale, ta jednak ma niepodważalne alibi. Innych podejrzanych brak. Pomóc Madeline w tej sprawie może tylko poznany przypadkowo specjalista od magii - Jonathan Creek. Ten trzydziestoparoletni samotnik i ekscentryk utrzymuje się opracowując triki dla sławnego magika - Adama Clausa. |                                    |                                         |                   |
| 2 | Uwięziony Jack                     | Jack in the Box                         | 17 maja 1997      |
| Jack in the box - to dziecięca zabawka, "Diabełek z pudełka". Zabawka - dowcipniś wyskakuje z pudełka, by przestraszyć, potem jednak wywołuje śmiech. W przeszłości Jack Holiday żył z rozśmieszania ludzi. Był gwiazdą komedii slapstickowych. Teraz jest starym, schorowanym człowiekiem, pogrążonym w żalu po stracie zamordowanej żony. Okazjonalnie występuje w reklamach, jego filmy już nie śmieszą. Dawny gwiazdor żyje z żoną w domu na odludziu. Prześladuje go wydarzenie z przeszłości - jego pierwsza żona została zamordowana. Morderca wychodzi na wolność, w czym pomaga Madeline Magellan, przekonana że Alan Rokesmith jest niewinny. Niedługo po uwolnieniu Rokesmitha Jack Holiday zostaje znaleziony w schronie pod swoim domem, zastrzelony. Schron wykuty jest w litej skale. Prowadzi tam jedna droga. Kilka par drzwi zostało jednak zamkniętych od środka. Policji przychodzi do głowy jedno rozwiązanie - to samobójstwo. Ale tu pojawia się problem. Komik cierpiał na zaawansowany artretyzm. Z trudem utrzymywał w rękach przedmioty codziennego użytku, jedzenie. Nie był w stanie nacisnąć spustu. Madeline mająca wyrzuty sumienia, obawiająca się, że Jacka Holidaya mógł zamordować Alan Rokesmith, człowiek, którego pomogła uwolnić prosi o pomoc Jonathana Creeka. |                                    |                                         |                   |
| 3 | Zrekonstruowane ciało              | The Reconstitued Corpse                 | 24 maja 1997      |
| |                                    |                                         |                   |
| 4 | Ani śladu Tracy                    | No trade of Tracy                       | 31 maja 1997      |
| |                                    |                                         |                   |
| 5 | Dom małp                           | House of monkeys                        | 17 maja 1997      |
| Seria II (styczeń-luty 1998) |                                    |                                         |                   |
| 6 | Taniec śmierci                     | Danse Macabre                           | 24 stycznia 1998  |
| |                                    |                                         |                   |
| 7 | Przyszedł czas na Normana          | Time waits for Norman                   | 31 stycznia 1998  |
| |                                    |                                         |                   |
| 8 | Pokój z wonią                      | The scanded room                        | 7 lutego 1998     |
| |                                    |                                         |                   |
| 9 | Wypadek w Gallow's Gate            | The Problem at Gallow's Gate (Część I)  | 14 lutego 1998    |
| |                                    |                                         |                   |
| 10 | Wypadek w Gallow's Gate            | The Problem at Gallow's Gate (Część II) | 14 lutego 1998    |
| |                                    |                                         |                   |
| 11 | Pub pod Czerwonym Czepcem          | Mother Redcap                           | 14 lutego 1998    |
| Odcinek specjalny |                                    |                                         |                   |
| 12 | Czarny Kanarek                     | Black Canary                            | 24 grudnia 1998   |
| Seria III (listopad 1999 - styczeń 2000) |                                    |                                         |                   |
| 13 | Niezwykła opowieść pana Spearfisha | The Curious Tale of Mr Spearfish        | 27 listopada 1999 |
| |                                    |                                         |                   |
| 14 | Oczy proroka                       | The Eyes of Tiresias                    | 4 grudnia 1999    |
| |                                    |                                         |                   |
| 15 | Geniusz                            | The Omega Man                           | 11 grudnia 1999   |
| |                                    |                                         |                   |
| 16 | Zapomniany Duch                    | Ghost's Forge                           | 18 grudnia 1999   |
| |                                    |                                         |                   |
| 17 | Cud w Crooked Lane                 | Miracle in Crooked Lane                 | 24 grudnia 1999   |
| |                                    |                                         |                   |
| 18 | Trzej gracze                       | The Three Gamblers                      | 2 stycznia 2000   |
| Odcinek specjalny |                                    |                                         |                   |
| 19 | Komin Szatana                      | Satan's Chimney                         | 26 grudnia 2001   |
| Seria IV (marzec 2003, luty 2004) |                                    |                                         |                   |
| 20 | The Coonskin Cap                   | The Coonskin Cap                        | 1 marca 2003      |
| |                                    |                                         |                   |
| 21 | Anielskie Włosy                    | Angel Hair                              | 8 marca 2003      |
| |                                    |                                         |                   |
| 22 | Manekin Krawca                     | The Tailor's Dummy                      | 15 marca 2003     |
| |                                    |                                         |                   |
| 23 | Jasnowidz                          | The Seer of the Sands                   | 14 lutego 2004    |
| |                                    |                                         |                   |
| 24 | Szachownica                        | The Chequered Box                       | 21 lutego 2004    |
| |                                    |                                         |                   |
| 25 | Lasek gorgony                      | Gorgon's Wood                           | 28 lutego 2004    |
| Odcinek specjalny noworoczny (2009) |                                    |                                         |                   |
| 26 | Uśmiechnięty człowiek              | The Grinning Man                        | 1 stycznia 2009   |
| I Odcinek specjalny wielkanocny(2010) |                                    |                                         |                   |
| 27 | Drzewo Judasza                     | The Judas Tree                          | 4 kwietnia 2010   |
| II Odcinek specjalny wielkanocny (2013) |                                    |                                         |                   |
| 28 | -                                  | The Clue of the Savant's Thumb          | 1 kwietnia 2013   |
| Seria V (2014) |                                    |                                         |                   |
| 29 | -                                  | The Letters Of Septimus Noone           | 28 lutego 2014    |
| |                                    |                                         |                   |
| 30 | -                                  | The Sinner and the Sandman              | 7 marca 2014      |
| |                                    |                                         |                   |
| 31 | -                                  | The Curse Of The Bronze Lamp            | 14 marca 2014     |

## Nagrody i nominacje
- 1998: nominacja do nagrody BAFTA w kategorii Najlepsza scenografia telewizyjna .
- 1998: BAFTA w kategorii Najlepszy serial dramatyczny.
- 1998: nominacja do nagrody BAFTA w kategorii Najlepsza ścieżka dźwiękowa.
- 1999: nominacja do nagrody BAFTA w kategorii Najlepszy serial dramatyczny.
- 1999: nominacja do nagrody  Brytyjskie Nagrody Komediowe w kategorii  Najlepszy serial komediowo kryminalny
- 1999: Nagroda Royal Television Society w kategorii Najlepszy serial dramatyczny.
- 2004: nominacja do nagrody  Brytyjskie Nagrody Komediowe w kategorii  Najlepszy serial komediowo kryminalny